# Villafrades de Campos
Villafrades de Campos est une commune de la province de Valladolid dans la communauté autonome de Castille-et-León en Espagne.

## Sites et patrimoine
L'édifice notable de la commune est l'église San Juan Evangelista.

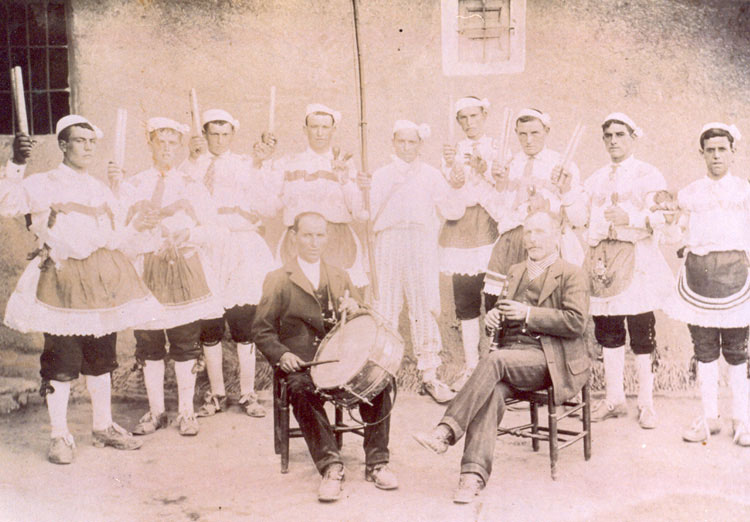
Musiciens et danseurs. Fondation Joaquín Díaz.
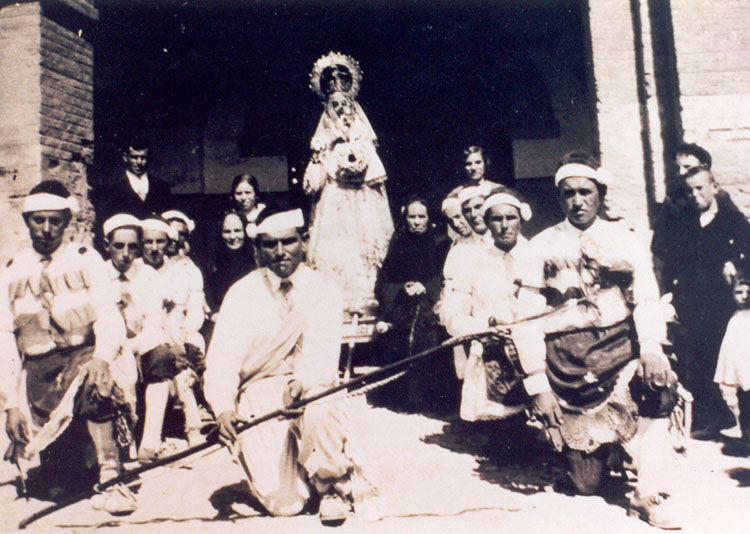
Danseurs à une fête religieuse. Fondation Joaquín Díaz.